# Lupus (casa discografica)
La Lupus è stata una casa discografica italiana, attiva prevalentemente negli anni 1980.

## Storia
La Lupus fu fondata da alcune persone gravitanti intorno alla Dischi Ricordi, che infatti poi curò la distribuzione dei dischi della casa discografica; tra di essi Franco Califano.
La sede era a Roma, e romani furono la maggior parte degli artisti che incisero per la Lupus.
Da ricordare, ad esempio, cantautori come Giampiero Artegiani, e Stefano Rosso; tra gli artisti non romani ricordiamo Donatella Rettore, Jo Chiarello e Collage.
La Lupus è ancora attiva con la direzione di Fred Rico.

## Dischi
La datazione qui riportata si basa sull'etichetta del disco o sulla copertina; qualora nessuno di questi elementi abbia una datazione, è basata sulla numerazione del catalogo; talora è, infine, basata sul codice della matrice di stampa. Se esistenti, sono riportati, oltre all'anno, il mese e il giorno (quest'ultimo dato si trova, a volte, stampato sul vinile).

### 33 giri
| Numero di catalogo | Anno          | Interprete                      | Titoli                                     |
| ------------------ | ------------- | ------------------------------- | ------------------------------------------ |
| LUS 224            | 1981          | Daniela Casa e Gian Piero Ricci | La chitarra nel mondo                      |
| LULP 14902         | 1981          | Giorgio Zito & i Diesel         | Un posto all'inferno                       |
| LULP 14903         | 1981          | Stefano Rosso                   | Vado, prendo l'America...e torno!          |
| LULP 14904         | 1982          | Giorgio Zito & i Diesel         | Avanti un altro                            |
| LULP 14905         | 1982          | Pippo Franco                    | Vietato ai minori                          |
| LULP 14907         | 1982          | Serpiente Latina                | Serpiente Latina - Salsa                   |
| LULP 14908         | 1982          | Pippo Franco                    | Che Fico!                                  |
| LULP 14909         | 1982          | Franco Califano                 | Buio e luna piena                          |
| LULP 14910         | Novembre 1982 | Collage                         | Stelle di carta                            |
| LULP 14911         | Novembre 1982 | Évelyne Lenton                  | Operator                                   |
| LULP 14912         | Dicembre 1982 | Stefano Rosso                   | Donne                                      |
| LULP 14913         | Gennaio 1983  | Franco Califano                 | In concerto                                |
| LULP 14914         | 1983          | Giampiero Artegiani             | Giampiero Artegiani                        |
| LULM 25000         | 1983          | Tony Morante                    | Disco Sax                                  |
| LULM 25002         | 1983          | Franco Califano                 | Super Califfo                              |
| LULM 25004         | 1983          | Stefano Rosso                   | La chitarra fingerpicking di Stefano Rosso |
| LULP 14915         | 1983          | Franco Califano                 | Io per amarti...                           |
| LULP 14916         | 1984          | Franco Califano                 | Impronte digitali                          |
| LULP 14951         | 1988          | Donatella Rettore               | Rettoressa                                 |

### 45 giri
| Numero di catalogo | Anno | Interprete                     | Titoli                                                                                       |
| ------------------ | ---- | ------------------------------ | -------------------------------------------------------------------------------------------- |
| LUN 4901           | 1979 | Paranza                        | Tu nun me vuò bene cchiù/Canto 'pe tte                                                       |
| LUN 4902           | 1979 | Pippo Franco                   | Ammazza quant'è brà!/Andiamocene a casa                                                      |
| LUN 4903           | 1979 | Anastasia Red                  | Let Me Take You Dancing/You're Not Just One More                                             |
| LUN 4905           | 1980 | Giorgio Zito & i Diesel        | Ma vai vai/Regina della notte                                                                |
| LUN 4906           | 1980 | Pippo Franco                   | La puntura/Sono Pippo col naso                                                               |
| LUN 4907           | 1980 | China Express                  | The Ghost Of The Samurai/In Orient                                                           |
| LUN 4908           | 1980 | Marta & Manuel                 | Per amore si fa/E invece no                                                                  |
| LUN 4909           | 1980 | Gino Santercole e Melù Valente | Cambiare per cambiare, no!/Ancora noi                                                        |
| LUN 4910           | 1980 | Milly Carlucci                 | Fidati del cuore/China express                                                               |
| LUN 4911           | 1980 | Raf Luca                       | Raf-Zinga/Raf-Zinga (Instrumental)                                                           |
| LUN 4912           | 1981 | Pippo Franco                   | Prendi la fortuna per la coda/Aria di....                                                    |
| LUN 4913           | 1981 | Gino Bramieri e Alida Chelli   | Son geloso/So' gelosa                                                                        |
| LUN 4914           | 1981 | Pippo Franco e Laura Troschel  | Mandami una cartolina/Lezione di inglese                                                     |
| LUN 4915           | 1981 | I Collage                      | I ragazzi che si amano/Mille volte te                                                        |
| LUN 4916           | 1981 | Jo Chiarello                   | Che brutto affare/Io ti farò impazzire                                                       |
| LUN 4917           | 1981 | Ilona Staller                  | Ska Skatenati/Disco Smack                                                                    |
| LUN 4918           | 1981 | Gino Settanni                  | Si, Con Te Ci Sto/Nel Cielo Blu                                                              |
| LUN 4919           | 1981 | Luca Sardella                  | Eh... no!/Se ti va                                                                           |
| LUN 4920           | 1981 | Il Mago                        | Perché il sole non c'è più/L'altra faccia della luna                                         |
| LUN 4921           | 1981 | Stefano Rosso                  | Vado/Charles                                                                                 |
| LUN 4923           | 1981 | Jasmine                        | Boing Boing!/Boing Boing! (Vers. Strumentale)                                                |
| LUN 4924           | 1982 | I Collage                      | Scimmia/Prestigiatore                                                                        |
| LUN 4925           | 1982 | Franco Dammicco                | Vecchia Europa / Notte Non Finire                                                            |
| LUN 4926           | 1982 | Pippo Franco                   | Che fico/Ma guarda un po'                                                                    |
| LUN 4927           | 1982 | Lino Corsetti, Claudio Pizzale | Daikengo (strumentale)/Kim & Co.                                                             |
| LUN 4928           | 1982 | Franco Califano                | Buio E Luna Piena/La Luna In Metropolitana                                                   |
| LUN 4929           | 1982 | Jo Chiarello                   | In bianco/Signorino                                                                          |
| LUN 4930           | 1982 | I Collage                      | Ed io canto per te/Una donna resta sempre sola                                               |
| LUN 4931           | 1982 | Ann Margret                    | Everybody Needs Somebody Sometimes/Everybody Needs Somebody Sometimes (Versione Strumentale) |
| LUN 4933           | 1982 | Dik Dik                        | Giornale di bordo/Ruberò                                                                     |
| LUN 4935           | 1982 | Luca Sardella                  | Una strana settimana/Temporale                                                               |
| LUN 4936           | 1982 | Francesco Nuti                 | Madonna che silenzio c'è stasera/Puppe a pera                                                |
| LUN 4937           | 1982 | Evelyn Lenton                  | Operator/My Pain Is Over                                                                     |
| LUN 4938           | 1982 | Stefano Rosso                  | Come te/La casa di Silvia                                                                    |
| LUN 4939           | 1982 | Franco Califano                | La musica è finita/E la chiamano estate                                                      |
| LUN 4940           | 1982 | Music Ensemble                 | Life/Maracaibo                                                                               |
| LUN 4941           | 1983 | Condors                        | I magnifici eroi/I magnifici eroi (strumentale)                                              |
| LUN 4942           | 1983 | Ezio Picciotta                 | Affari Di Cuore/Schiavo                                                                      |
| LUN 4943           | 1983 | Pippo Franco                   | Chì chì chì cò cò cò/Caaasa                                                                  |
| LUN 4944           | 1983 | Fratelli Balestra              | Baraka/Gente                                                                                 |
| LUN 4945           | 1983 | Alex Damiani                   | Come per magia/Se ti amo un po'                                                              |
| LUN 4946           | 1983 | Giampiero Artegiani            | Il sogno di un buffone/Tu non eri tu                                                         |
| LUN 4947           | 1983 | Franco Califano                | Io per amarti/Quando comincia la notte                                                       |
| LUN 4948           | 1983 | Giampiero Artegiani            | Il Sogno Di Un Buffone/Tu Non Eri Tu                                                         |
| LUN 4949           | 1983 | Jo Chiarello                   | Che ora sarà/E intanto stasera                                                               |
| LUN 4950           | 1983 | Michele Pecora                 | Innamorata sarà/Una canzone                                                                  |
| LUN 4951           | 1983 | Franco Martin                  | Bryger/La ballata di Bryger                                                                  |
| LUN 4952           | 1984 | Giampiero Artegiani            | Acqua alta in piazza San Marco/Sfasciacarrozze                                               |
| LUN 4961           | 1986 | Giampiero Artegiani            | ...e le rondini sfioravano il grano/Il fosso degli angeli                                    |
| LUN 5001           | 1986 | Messalina                      | Messalina/Messalina (strumentale)                                                            |
| LUN 5002           | 1986 | I Collage                      | La mia anima non te la do/Angeli di strada                                                   |
| LUN 5003           | 1987 | Gabriella Ferri                | Biberon/All'allegria                                                                         |
| LUN 5005           | 1990 | Sergio Laccone                 | Sbandamenti/Sbandamenti (Instrumental)                                                       |